# Morley (Australie)
Morley (18 564 habitants) est une localité d'Australie-Occidentale située environ à 10 km au nord-est de Perth.

## Référence
- Statistiques sur Morley